# Desinfektion

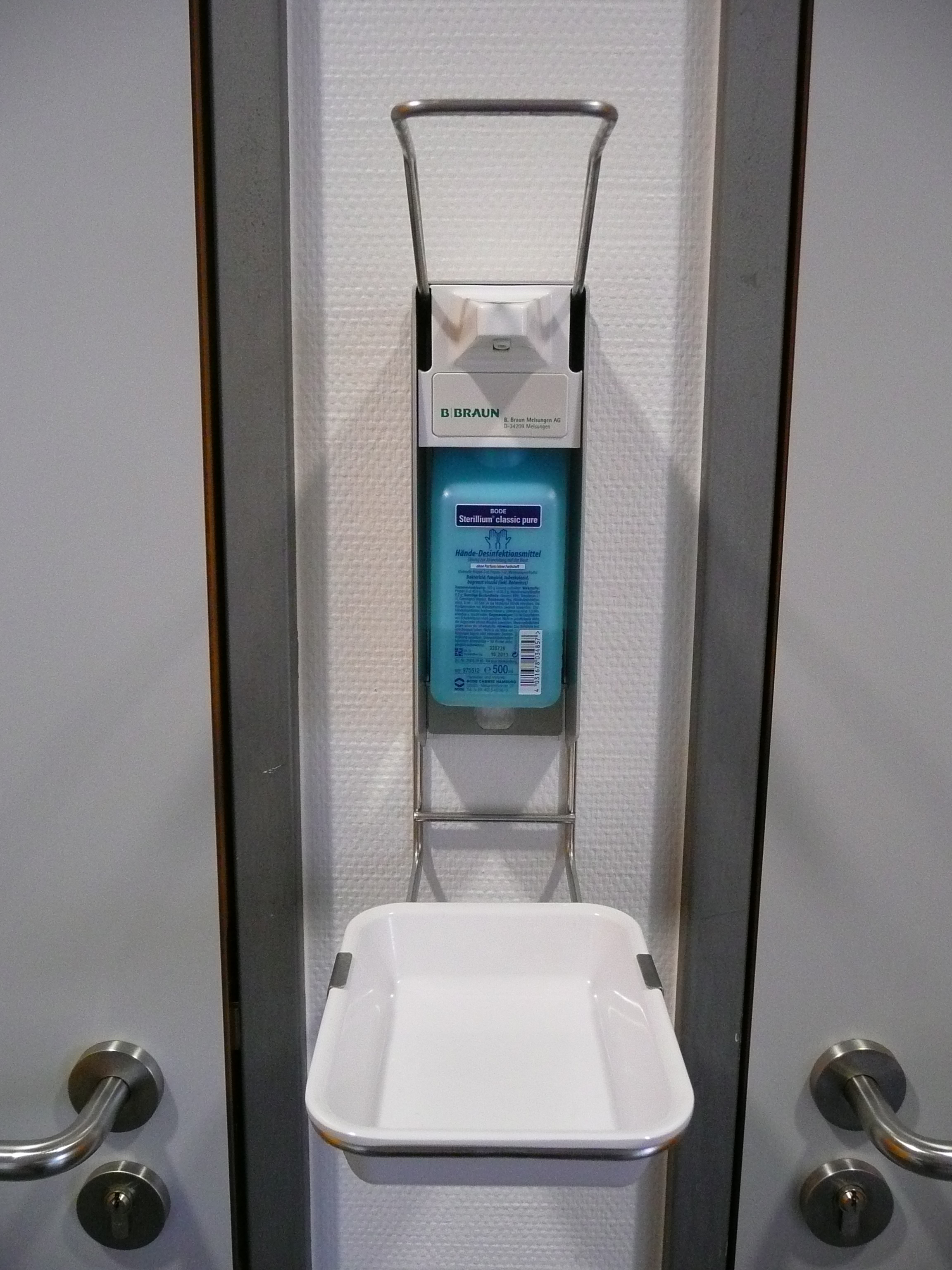
Desinfektionsmedel för händerna i en behållare.

Desinfektion är en behandling av lokaler, materiel eller personer med fysikaliska eller kemiska medel så att risken för överföring av smitta elimineras. Detta innebär inte att alla mikroorganismer avlägsnats eller avdödats, utan att mängden av potentiellt patogena mikroorganismer reducerats så långt att smittrisken eliminerats. Inom ramen för desinfektion ingår även behandling av luft och vatten, för att hindra spridning av smitta. Desinfektion är det mellersta ledet i triaden rengöring – desinfektion – sterilisering.
Desinfektion är ett viktigt medel för att förebygga spridning av sjukdomar och en förutsättning för att över huvud taget kunna tillverka många läkemedel eller genomföra större operationer. Olika desinfektionsmedel finns för olika ändamål. Rutinerna för desinfektion är genomarbetade och genomförda vid de ställen där de är av kritisk betydelse (operationssalar, Renrum i farmaindustri), medan slarv med rutinerna vid livsmedelshantering och på okvalificerade vårdavdelningar ger obehagliga överraskningar. Också på andra områden måste krav på desinfektion uppmärksammas.
I dricksvattenberedningen elimineras hotet av patogena mikroorganismer med hjälp av desinfektion för att garantera ett dricksvatten som är säkert att dricka. FN erkände år 2010 att tillgången till säkert och rent dricksvatten är en mänsklig rättighet. Erkännandet betonar att desinfektion, gällande dricksvatten, i sjukvården, i industrin och i hemmet, är viktigt för att förhindra spridningen av smitta.

## Historik
Betydelsen av desinfektion uppmärksammades först av förlossningsläkaren Ignaz Semmelweiss i Wien 1847, då han var chef för en förlossningsavdelning. Han fann att barnsängsfeber överfördes genom frånvaro av handhygien, och att den avdelning där medicinstudenter arbetade och där man inte tvättade händerna mellan patienterna och, framförallt, mellan obduktioner och patienter, hade mycket hög frekvens av barnsängsfeber medan den avdelning, där barnmorskor, som hade rutinen att tvätta händer, stod för behandlingen hade dramatiskt lägre frekvens. Trots mycket entydiga fakta tog det mycket lång tid att övertyga den konservativa läkarkåren om betydelsen av desinfektion.
Definitionen för ordet desinfektion är ”oskadliggörande eller bortskaffande av sjukdomsframkallande mikroorganismer”, enligt Nationalencyklopedin. Denna handling är alltså mycket viktig för att förbättra patienters hälsa inom sjukvården, men även för att förebygga sjukdomar hos människor på andra sätt i samhället. Ett grundläggande sätt att göra detta är att tillhandahålla rent dricksvatten.
Sedan länge har människor samarbetat för att ordna tillgång till vatten från exempelvis ytvattendrag och vattenbrunnar. Under 1800-talets början hade det i bl.a. London byggts upp ett organiserat vattenledningsnät med vattenpumpar som lokalbefolkningen kunde hämta sitt vatten från. Ett kolerautbrott 1854 påvisade dock riskerna med detta. Läkaren John Snow identifierade att kolerasmittan kom från orenat vatten som blandats med dricksvattnet, och inte via luften som man tidigare trott. När vatten tas från potentiellt förorenade källor måste någon form av desinfektion utföras. I början av 1900-talet uppfördes de första stora vattenverken i Sverige och idag finns drygt 1750 kommunala vattenverk.

## Användningsområden i samhället
Följande områden har lagföreskrifter om desinfektion och förebyggande av smitta.

### Livsmedelsproducerande industri
Noggrann desinfektion och kontroll av att hygienföreskrifterna följs är av avgörande betydelse för att hindra spridning av smitta med livsmedel, matförgiftning och för smak och kvalitet på livsmedel. Lagföreskrifter har utfärdats av livsmedelsverket och av jordbruksverket samt genom direktiv från Europeiska Unionen.

### Dricksvattenberedning

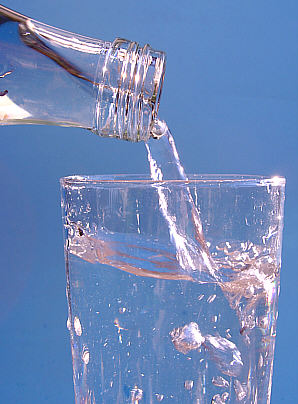
Dricksvattendesinfektion är viktigt för att producera dricksvatten av god kvalitet.

Dricksvatten produceras i vattenverk och distribueras till konsumenterna via ett ledningsnät. Branschen regleras bland annat av Lagen om allmänna vattentjänster och kommunerna ser till att vatten distribueras till alla fastigheter inom s.k. verksamhetsområden. Kallt vatten klassas som ett livsmedel och måste klara Livsmedelsverkets gränsvärden. I vattenverken renas råvattnet i kemiska, mekaniska och biologiska reningssteg så att det blir tjänligt som dricksvatten. Beroende på det lokala råvattnets kvalitet utformas vattenverken olika. Som ett kompletterande reningssteg desinficeras vattnet med hjälp av klor, ozon eller UV-ljus innan det är redo att pumpas ut i ledningsnätet.
De sjukdomsframkallande mikroorganismerna (patogener) i vattnet är bakterier, virus och parasitära protozoer och de är olika känsliga för olika reningssteg. Enligt Livsmedelsverkets föreskrifter måste vattenverk ha en eller flera mikrobiologiska säkerhetsbarriärer som oskadliggör patogener. Fällning och filtrering utgör en sorts barriär genom att avskilja patogena mikroorganismer och desinfektion utgör en barriär genom att inaktivera dem.
Man skiljer mellan primär och sekundär desinfektion. Primär desinfektion är en mikrobiologisk säkerhetsbarriär och innebär att patogener inaktiveras i vattenverket. Sekundär desinfektion är de metoder som förhindrar att patogener växer till i ledningsnätet.

### Sjukvårdsinrättningar
Man har tidigare ansett att kraven på desinfektion kan minskas inom sjukvården i takt med att städning och rengöring blivit effektivare och att lokalerna utformats för att minska riskerna för smittöverföring. Den tilltagande risken för sjukhussjuka har emellertid på senare tid givit upphov till en omvärdering. Man har kunnat visa att bättre hygien och effektivare desinfektion kan kraftigt minska risken för vårdrelaterade infektioner.
Inom vårdinrättningar utförs sårdesinfektion med steril koksaltlösning. Det medel som annars rekommenderas är klorhexidin. Vid desinfektion av sår eller hud använder man termen antiseptiska medel. Huddesinfektion är viktigt, dels inom sjukvården, före invasiva medicinska ingrepp (inklusive före injektioner och infusioner på det ställe kanylen skall stickas in), dels på patienter och personal för att förhindra överföring av smitta. För att få acceptans för handdesinfektion är det viktigt att desinfektionsmedlet inte är allergent, torkar ut huden eller har andra biverkningar. De desinfektionsmedel som nu rekommenderas är alkoholer och klorhexidin, var för sig eller tillsammans. Alkoholer tar bort hudens naturliga fett och verkar uttorkande, och för att förebygga narig hud bör de kompletteras med en god hudsalva.

### Farmaceutisk och biomedicinsk industri
Kraven på desinfektion vid tillverkning av läkemedel, framförallt av lösningar för injektion och motsvarande, är av naturliga skäl mycket höga. Även sådana lösningar som kan steriliseras genom autoklavering i efterhand måste vid beredningen hållas fria från mikroorganismer för att undvika bildning av pyrogener. Många parenterala lösningar är inte stabila vid autoklavering, och måste beredas helt sterila (även om någon antibakteriell substans har satts till lösningen som konserveringsmedel), vilket gör att kraven på desinfektion vid deras tillverkning är mycket höga. Många lösningar som inte används parenteralt, t.ex. antikroppslösningar för laboratoriebruk, måste också skyddas mot växt av mikroorganismer. För sådana ändamål används speciellt konstruerade utrymmen, Renrum, där mycket omfattande försiktighetsmått för att förhindra kontamination vidtagits. Renrum används också i elektronikindustrin för att förhindra kontamination av integrerade kretsar med damm.

### Desinfektion av brunnar, vattenledningar, dricksvattencisterner och simbassänger
För att behålla vattnets kvalitet under färden från vattenverk till konsument är det viktigt att kontrollera ledningsnätet och dricksvattenreservoarer. Vattnet hålls ofta desinfekterat i ledningsnätet och i reservoaren genom användningen av klor i vattenverken (Hypoklorit, Kloramin, etc.), som både har sina för- och nackdelar (se Metoder för desinfektion). I samband med arbete på ledningsnätet finns det rutiner för användning av desinfektion för att minska risken för spridning av smittoämnen. Vid ledningsbrott på ledningsnätet är det dock svårt att undvika kontaminering, vilket förebyggs genom t.ex. spolning, desinfektion eller kokningsrekommendationer hos konsumenten. Andra förebyggande åtgärder är utbildad och kunnig personal.
I områden med låg omsättning på ledningsnätet, t.ex. säsongsboende, kan det uppstå problem med dricksvattnets kvalitet. Eftersom desinfektionsmedlets verkan minskar ju längre vattnet befinner sig i ledningarna kan en låg omsättning leda till tillväxt av mikroorganismer, vilket kan orsaka sjukdom hos konsumenterna. Samma metodologi kan föras för brunnar som ska tas i bruk efter nybygge eller efter en längre tids stillestånd. Dessa kan desinfekteras bland annat genom att spola ur brunnen.
Simbassänger måste renas och desinficeras löpande så länge de används. Desinfektion av simbassänger: För alla simbassänger gäller att vattnet skall filtreras kontinuerligt för att ta bort partiklar. I allmänhet används sandfilter. För desinficering av privata pooler använder man preparat med hypoklorit eller peroxid som aktiv ingrediens. Speciella preparat finns för ändamålet, som kan ha långtidsverkan. Doseringen anges på förpackningen. För kommunala och andra större anläggningar kan också natriumhypoklorit komma till användning, men det finns också utrustningar för att dosera ren klor eller klordioxid. Den karakteristiska lukten i simhallar kommer från klor och i viss mån från klor som har fått reagera med organiska kväveföreningar i vattnet.

### Andra yrkesmässiga områden med behov av desinfektion

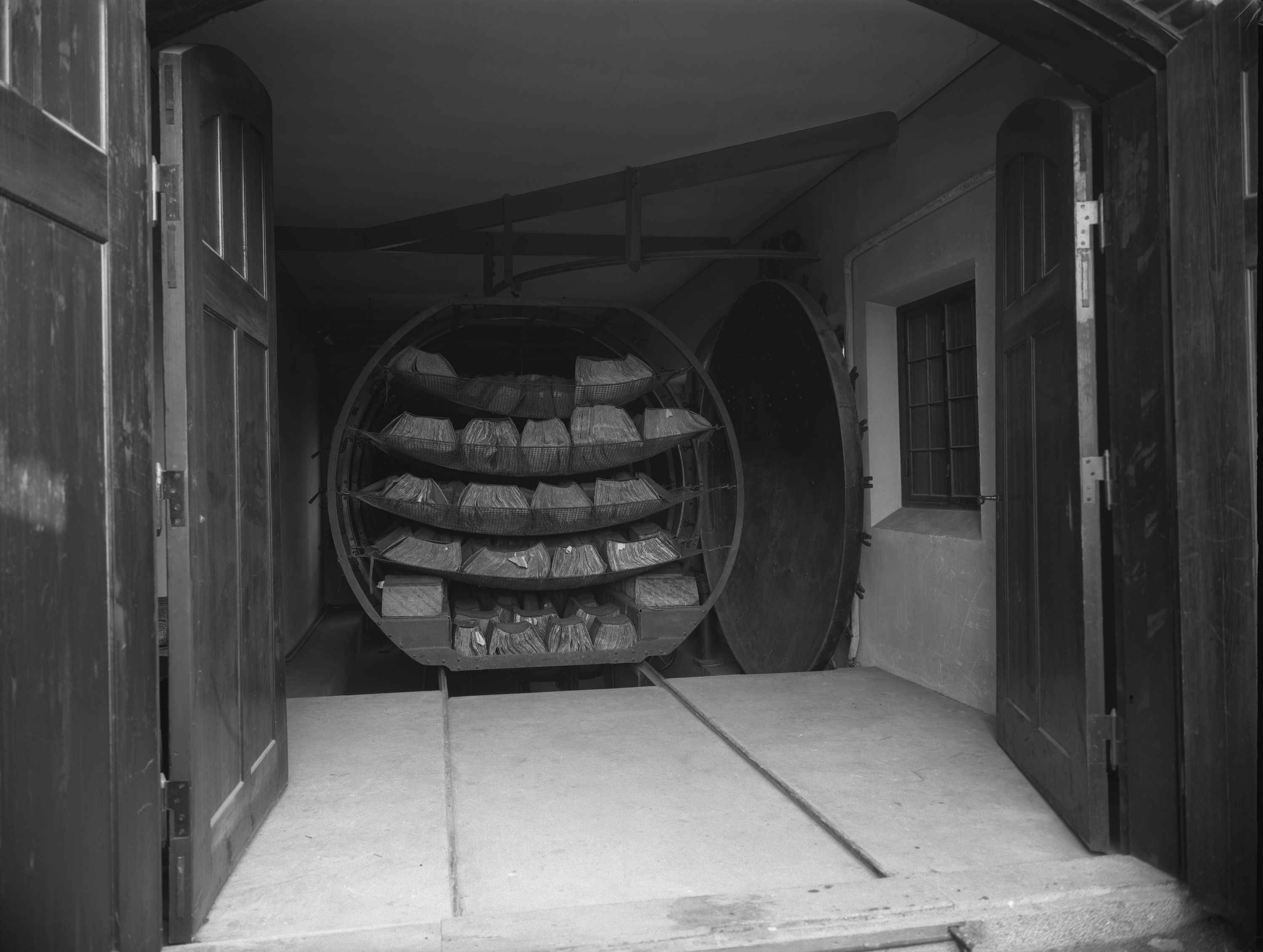
Desinfektionsugn för desinficering av museisamlingar, 1910-tal.

Även om inga krav finns i lagföreskrifter, finns på grund av risken för spridning av smitta, behov av desinfektion inom andra näringsgrenar:
- Arrestlokaler och offentliga toaletter kan vara en källa till spridning av framförallt gulsot, och ett behov av regelbunden desinfektion finns här.
- Tatuerare och salonger som utför piercing kan vara en källa till spridning av blodburen smitta, och de redskap som kommer till användning måste desinficeras noggrant mellan varje kund.
- Frisörer och skönhetssalonger med manikyr eller pedikyr kan ge upphov till smittspridning eller till spridning av ohyra, och därmed finns krav på noggrann desinfektion av redskapen.
- Zoologiska affärer kan vara en källa till spridning av bland annat papegojsjuka, med krav på desinfektion med effektiva desinfektionsmedel.
- Desinfektion av instrument och apparater: Även om de flesta instrument för invasiva ingrepp (kanyler, skalpeller, operationshandskar) numera är av engångstyp och är sterila före användningen finns ett stort behov att desinficera annan utrustning. Om apparaten eller instrumentet tål behandlingen är det rekommenderade desinfektionsmedlet värmedesinfektion eller hypoklorit. Detta gäller också för utrustning för städ och rengöring (disktrasor och disksvampar!)
- Desinfektion av lokaler: De tekniker som används för desinfektion av instrument kan inte utan vidare överföras på desinfektion av lokaler. De desinfektionsmedel som används för instrument passar inte för behandling av lokaler och inredning. De tvättmedel som används för städning av lokaler inom sjukvård och industri innehåller mestadels icke-joniska tensider av typ Triton X-100.
- Desinfektion av textilier: För kläder och andra textilier är tvätt och strykning effektiv desinfektion. Också behandling med hypoklorit används vid vissa tillfällen men är blekande och försvagar många textilier.
- Dagligvaruhandel: Motiven för noggrann desinfektion i dagligvaruhandel är likartade dem i den livsmedelsproducerande industrin.
- Restauranger och storhushåll: Motiven är likartade dem i livsmedelsproducerande industri och i dagligvaruhandel.

### Desinfektion i hemmen
Desinfektion är av betydelse i hemmiljö liksom i offentlig miljö. Studier har visat att huvuddelen av bakteriefloran i hemmiljö består av organismer som inte är patogena, men en viss del patogena eller potentiellt patogena organismer förekommer, t.ex. enterobacter och pseudomonas. De områden i hemmet som framförallt är förorenade och i behov av desinfektion är kök med matberedningsytorna, diskbänk, vask och vattenlås samt toalett, framförallt toalettstolen. Disktrasor och skurtrasor fungerar dels som reservoarer för mikroorganismer och dels kan de bidra till att sprida bakteriekontamination mellan olika ytor i hemmet.

## Metoder för desinfektion
Värmedesinfektion utförs antingen med torr eller fuktig värme. För hushållsändamål kommer i första hand kokning i fråga, medan institutioner använder dedicerade apparater. Vid värmedesinfektion kan det objekt som skall desinficeras värmas torrt, i ånga eller i vatten. Fuktig uppvärmning är effektivare, antingen med varmt vatten eller med ånga, och skall användas då det är möjligt. För att fullständigt avdöda alla mikroorganismer (också sporbildare) krävs uppvärmning till minst 120 °C, men för desinfektion, för att avdöda alla patogena mikroorganismer, krävs uppvärmning till ca 70 °C – 90 °C. Med tillräckligt varmt diskvatten och lämpliga skyddshandskar kan därmed handdisk vara användbart för desinfektion. Effekten vid uppvärmning i vatten kan förstärkas genom tillsats av något lämpligt kemiskt desinfektionsmedel.

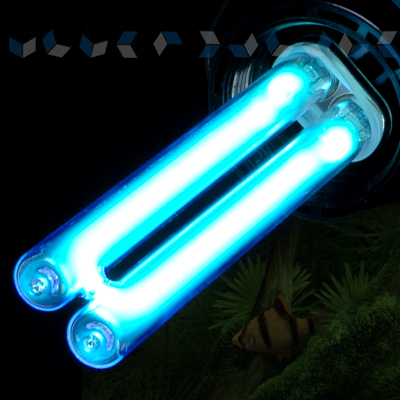
En UV-lampa som kan användas för att sterilisera poolvatten.

Stråldesinfektion innebär antingen att desinfektion sker genom användning av joniserande strålning eller ultraviolett strålning (UV-ljus). Sedan miljöbalken trädde i kraft 1999 är desinfektion med hjälp av joniserande strålning är inte aktuell eftersom det klassas som en Miljöfarlig verksamhet. Det som används idag är desinfektion med UV-ljus. UV-ljus kan användas för att desinficera luft och ytor i behandlings- och renrum på sjukhus eller i industri. Det kan också användas vid desinficering av vatten i ett vattenverk. Det UV-ljuset gör under reningen av råvatten till dricksvatten är att inaktivera mikroorganismerna, vilket gör att de oskadliggörs och därmed inte längre kan orsaka infektioner och Sjukdomar.

UV-ljus är ett effektivt desinfektionsmedel mot mikroorganismer som t ex Bakterier (E-coli), Parasiter (Cryptosporidium eller Giardia) och de flesta virus. Vid jämförelse med andra desinfektionsmedel är driftkostnaderna relativt låga och oönskade biprodukter bildas inte. Vid användning av UV bildas inte några restprodukter alls, vilket gör att metoden oftast kombineras med klor eller kloramin för att få till önskad vattenkvalitet. Lamporna som används innehåller kvicksilver, vilket är klassat som miljöfarligt avfall och kan även innebära en arbetsmiljörisk om en lampa krossas.
Desinfektion genom filtrering genomförs för behandling av vätskor och gaser. Desinfektion och rening av luft genom filtrering i HEPA-filter användes tidigare huvudsakligen inom industri och sjukvård med mycket höga krav på renhet. Med sjunkande pris på filtren har de alltmer kommit att användas också för ”civila” ändamål, för att filtrera luft i byggnader och i bilar och som sista filter på hemdammsugare. Rening av luft med elektrofilter användes förr huvudsakligen inom industrin men har under senare tid kommit till användning också för rening av inomhusluft. Elektrofilter har fördelen att motståndet mot luftströmmen är liten, så att också stora mängder luft kan renas med litet uppbåd av energi. Både HEPA-filter och elektrofilter kräver regelbunden service och skötsel för att de skall behålla sina luftrenande egenskaper.
Filtrering av vatten från städernas ledningsnät är oftast inte nödvändigt eftersom det görs på vattenverken. Från privata brunnar och mindre nät kan det bli aktuellt. Om det förutom mikroorganismer också gäller andra föroreningar och man därför använder omvänd osmos krävs ingen ytterligare behandling, mikroorganismer kan inte passera filtren i en RO-anläggning. Man kan även använda andra typer av membranfilter för att ta bort mikroorganismer.
Kemisk desinfektion sker med användning av något lämpligt desinfektionsmedel.
- Aldehyder - för desinfektion har framförallt formaldehyd (formalin) och glutaraldehyd kommit till användning. Det har allt mer kommit ur bruk på grund av sin toxicitet och dåliga stabilitet.
- Alkoholer - för många ändamål är alkoholer, eventuellt med tillsatser, de lämpligaste desinfektionsmedlen. För desinfektion används framförallt etanol eller propanol i koncentration 50 % - 70 %. De har nackdelen att vara brandfarliga och etanolen också att kunna missbrukas. De används ofta med tillsats av t ex invertsåpor eller klorhexidin (se nedan).
- Invertsåpor är ytaktiva föreningar med en positivt laddad grupp i ena änden av en lipofil molekyl. Den positivt laddade gruppen är gärna en kvartär ammoniumgrupp för att behålla sin laddning också i alkalisk miljö men också t.ex. en pyridiumgrupp. Den lipofila delen kan vara en Alifatisk kolvätekedja. Effekten av invertsåpor motverkas av Tvål, såpa och anjonaktiva tensider.
- Amfotära tensider har liknande egenskaper som invertsåpor. De är relativt dyrbara och har därför begränsad användning.
- Icke-joniska tensider till exempel Triton X-100 verkar utan att störas av varken katjonaktiva eller anjonaktiva föreningar och är aktivt mot mikroorganismer med lipidhölje (både bakterier och virus).
- Anjonaktiva tensider så som tvål, såpa och tvättmedel har begränsad verkan på mikroorganismer.
- Klorhexidin är en starkt baktericid förening antingen i vattenlösning eller i alkohollösning. Verkan motverkas av tvål eller av anjonaktiva tensider. Den har fördelen att inte irritera huden och är det rekommenderade medlet för huddesinfektion.
- Fenoler är toxiska, hudirriterande och illaluktande och har därför knappast någon användning.
- Jod och jodföreningar har använts till sårdesinfektion men ger fläckar och har fått allt mindre användning.
- Peroxider som Väteperoxid och Perättiksyra har högst verkan under sura förhållanden, medan man i allmänhet vill göra desinfektion vid svagt alkaliskt pH för bästa effekt. Både väteperoxid och perättiksyra sönderfaller relativt snabbt även med tillsatta stabilisatorer, och har därför mycket begränsad lagringstid. Persulfat är svårt att använda. Det levereras som pulver och måste lösas före bruk, och har begränsad användning.
- Hypoklorit i form av t ex Klorin är ett mycket effektivt medel med något alkaliskt pH. Det avger klor och har därför en karakteristisk klorlukt, vilket kan vara besvärande. Det är effektivt mot alla typer av mikroorganismer och det rekommenderade desinfektionsmedlet för instrument och utrustning. Inom dricksvattenberedning kallas rening med hypoklorit (Natriumhypoklorit) eller klorgas för behandling med fritt klor[5]. Metoden, som är en av de vanligaste i Sverige för dricksvattendesinfektion, är mycket effektiv men kan bilda oönskade organiska biprodukter[13]. Hypoklorit är korrosivt och skall därför användas med försiktighet på känsliga metallföremål. Det är blekande, vilket är viktigt att observera vid behandling av textilier och färgade föremål, där det kan vara en fördel för att ta bort fläckar men ett problem vid desinfektion av mönstrade eller färgade textilier.
- Kloramin är ett annat vanligt medel att desinfektera dricksvatten med. Kloramin bildas då fritt klor reagerar med Ammonium som tillsätts eller finns naturligt i vattnet. Metoden är inte lika effektiv som fritt klor men är dock populär eftersom ämnet bryts ner sakta och har en desinfektionseffekt på vattnet i ledningsnätet[5].
- Klordioxid är ett effektivare desinfektionsmedel för att bekämpa virus och parasiter i vatten i jämförelse med fritt klor eller kloramin. Metoden bildar inga organiska Biprodukter men en negativ effekt är dock att hälsoskadliga oorganiska biprodukter kan bildas[5].
- Ozon används mer och mer inom dricksvattenberedning. Ozon genereras i vattenreningsverket som en gas, ofta med hjälp av flytande Syre, och injiceras sedan i vattnet. Ozon är en väldigt stark Oxidant och är mer effektiv än klor på att förstöra virus och bakterier, desinfektionsprocessen är snabb och skapar inga oönskade biprodukter. Dock är teknologin mer komplex än t.ex. desinfektion med klor eller ultraviolett_strålning[14]. Ozon används inte bara i dricksvattenberedningen som desinfektionsmedel, utan även i akvarier, pooler eller spa-anläggningar[15].

Krav på desinfektionsmedel som används i samhället är följande:
- Ogiftigt: Desinfektionsmedel som man arbetar med utan skydd får inte förorsaka förgiftningar ens vid långvarig användning.
- Stabilt: effekten skall helst vara kvar också efter lång förvaring
- Vävnadsvänligt: medel för sårdesinfektion måste vara vävnadsvänliga för att inte försena sårläkning.
- Hudvänligt: medel för huddesinfektion måste vara hudvänliga för att kunna användas ofta under ett helt arbetsliv.
- Ej allergent: desinfektionsmedel som man kommer i kontakt med får inte ge upphov till eksem eller astma.
- Ger ej upphov till resistens: desinfektionsmedel får inte medverka till att resistenta bakteriestammar uppstår. Resistens skulle sedan kunna föras över till andra medel, t.ex. antibiotika och användningen av desinfektionsmedlet därmed medföra allvarliga konsekvenser.
- Acceptabelt i reningsverk: desinfektionsmedel får ej störa processerna i reningsverk utan ha brutits ned eller neutraliserats så att bakteriefloran i reningsverket inte störs.
- Biologiskt nedbrytbart: desinfektionsmedel måste brytas ned så att det inte ansamlas i biosfären
- Ofarligt för vattenlevande organismer: desinfektionsmedel måste antingen brytas ned så snabbt att de över huvud taget inte kommer ut i recipienter eller visas inte ha någon påverkan på faunan i recipienter till dess de bryts ned.